# 403 Cijana
403 Cijana (mednarodno ime je tudi 400 Ducrosa) je asteroid tipa S (po Tholenu)  in tudi S (po SMASS) v asteroidnem pasu. 

## Odkritje
Asteroid je odkril francoski astronom A. Charlois ( 1864 – 1910) 18. maja 1895 v Nici. Imenuje se po nimfi Cijani iz grške mitologije.

## Lastnosti
Asteroid Cijana obkroži Sonce v 4,71 letih. Njegova tirnica ima izsrednost 0,096, nagnjena pa je za 9,143° proti ekliptiki. Njegov premer je 49,49 km .